# Reverie
„Reverie” este cel de-al doilea mixtape al cântăreței Americane Tinashe, prima lansat pe data de 6 septembrie 2012 prin intermediul site-ului ei oficial. Mixtape-ul a fost lansat dupa lansarea mixtape-ului de debut In Case We Die care a venit după patru ani de stagiu ca solistul trupei feminine The Stunners și mulțimea ei de single-uri fară album, inclusiv o colaborare cu producatori OFM, „Artificial People”, în 2011.

## Lista pieselor
| Nr.             | Titlu                            | Autor(i)        | Producător(i)                          | Lungime |  |
| 1.              | „Fear Not”                       | Tinashe         | Tinashe, Wes Tarte                     | 2:33    |  |
| 2.              | „Stargazing”                     | Tinashe         | Tinashe                                | 3:45    |  |
| 3.              | „Yours”                          | Tinashe         | Roc & Mayne, JRB The Producer, Tinashe | 4:37    |  |
| 4.              | „Slow”                           | Tinashe         | Nez & Rio                              | 4:28    |  |
| 5.              | „Another Me”                     | Tinashe         | Best Kept Secret, Tinashe              | 4:09    |  |
| 6.              | „Come When I Call”               | Tinashe         | Tinashe, Wes Tarte                     | 4:34    |  |
| 7.              | „Illusions”                      | Tinashe         | Tinashe                                | 0:45    |  |
| 8.              | „Reverie”                        | Tinashe         | Tinashe, B. Hendrixx                   | 3:57    |  |
| 9.              | „I'm Selfish”                    | Tinashe         | Troobadore, Tinashe                    | 2:42    |  |
| 10.             | „Ecstasy”                        | Tinashe         | KBeatz                                 | 3:23    |  |
| 11.             | „Who Am I Working For?”          | Tinashe         | Tinashe, Nez & Rio                     | 3:47    |  |
| 12.             | „Let You Love Me (XXYYXX Remix)” | Tinashe         | XXYYXX                                 | 3:48    |  |
| Lungime totală: | Lungime totală:                  | Lungime totală: | Lungime totală:                        | 42:22   |  |